# Abd-ar-Rahman V
Abd-ar-Rahman V o Abd-ar-Rahman ibn Hixam ibn Abd-al-Jabbar al-Mustàdhhir bi-L·lah —àrab: عبد الرحمن بن هشام بن عبد الجبار المستظهر بالله, ʿAbd ar-Raḥmān ibn Hixām ibn ʿAbd al-Jabbār al-Mustaẓhir bi-Llāh— (vers 1003-1024) fou un dels darrers califes omeies de Còrdova o l'Àndalus.
Fou proclamat a causa del descontentament per la repressió exercida per la guàrdia negra del califa Kasim, que va causar una revolta popular el 10 de setembre del 1023; al-Qàssim va fugir a Sevilla i després a Xerès. Llavors fou restablert Yahya que havia estat deposat per haver traslladat la capital a Màlaga, i que romania en aquesta ciutat; Yahya va enviar el seu exèrcit amazic contra Xerès on va assetjar al-Qàssim al que va fer capitular i després empresonat amb els seus fills (i assassinat uns anys després); aquests fets van mantenir el descontentament, i altre cop va esclatar una rebel·lió que va pujar al tron al poeta de la família omeia, el jove Abd-ar-Rahman que va agafar el lakab d'Al Mustazhir i va nomenar hadjib o primer ministre a l'escriptor ibn Hazm (2 de desembre).
Va regnar només 47 dies. Hi havia descontentament pel predomini que donava a l'aristocràcia cordovesa i la manca de respecte a la puresa islàmica; el príncep omeia Muhammad es va aliar al líder del partit islàmic ortodox Ibn Khalib, i va aconseguir el suport d'unitats militars; es va fomentar una revolta amb el suport militar; el palau califal fou envoltat i la minsa resistència fou eliminada; els principals ministres del califa van morir a la lluita (17 de gener de 1024); Abd-ar-Rahman V fou deposat i nomenant nou califa el príncep rebel, amb el nom de Muhammad III al-Mustakfi; el califa deposat s'havia amagat però fou descobert i va ser capturat i Muhammad el va fer matar el 18 de gener.